# Taxandria (1994)
Taxandria is een voornamelijk Belgische film uit 1994 van regisseur en animator Raoul Servais. De film is een combinatie van echte beelden en animatie. Hij werd uitgebracht op het Filmfestival van Gent in 1994.
De jonge prins is afgereisd naar een stille kustplaats om te studeren voor zijn examens, maar in plaats daarvan brengt hij zijn tijd door met zijn nieuwe vriend de vuurtorenwachter. Door de vuurtorenwachter ontdekt hij de droomwereld "Taxandria".

## Verhaal
Animatiefilm. Een jonge prins, de 11-jarige Jan, wordt voor bijles naar een groot strandhotel aan zee gestuurd om zich op zijn examens voor te bereiden. Op weg daarheen ziet hij een groep mannen die achtervolgd worden. Ze zijn met een bootje op het strand aankomen, en kunnen hun achtervolgers afschudden dankzij de vuurtorenwachter. Jan verveelt zich behoorlijk en gaat wat rondzwerven. De waarschuwing om vooral niet naar die vreemde vuurtorenwachter te gaan leidt al snel tot de eerste ontmoeting. Door het prinsje in het licht van de vuurtoren te laten kijken neemt de wachter hem mee naar de wereld van Taxandria. Taxandria is een dictatuur waar een eeuwig heden heerst nadat er een grote ramp heeft plaatsgevonden die werd veroorzaakt door de techniek. De wereld Taxandria wordt geregeerd door het "dictatorschap van het eeuwige heden", waarin alle machines, vooruitgang en tijd zijn verboden. Ook alle beelden en afbeeldingen zijn er verboden, maar iedereen zou gelukkig zijn. Maar voor de mannen wordt van hogerhand bepaald wat zij als beroep zullen uitoefenen; de vrouwen mogen slechts baren. Een knecht van de drukker heet Aimée. Aimée is bezeten van tekenen.
Als hij per ongeluk het te drukken verhaal door elkaar gooit veroorzaakt hij hier per ongeluk een revolutie mee en zorgt uiteindelijk voor een nieuwe vrijheid. Aimée komt namelijk toevallig in contact met het meisje Ailee. Zij bezorgt hem een camera, waarmee hij de prinsen fotografeert. Daarmee is, zoals de voorspelling luidde, hun macht gebroken en het einde van het eeuwige heden aangebroken. In een luchtballon ontsnappen de geliefden uit de stad, die nu door een aardbeving totaal ten onder gaat.

## Rolverdeling
| Acteur              | Personage            | Opmerkingen |
| ------------------- | -------------------- | ----------- |
| Armin Mueller-Stahl | Karel / Virgilus     |             |
| Richard Kattan      | Jan                  |             |
| Elliott Spiers      | Aimé Perel           |             |
| Cris Campion        | Klooster             |             |
| Ferenc Dávid Kiss   | Taxandrian           |             |
| Daniel Emilfork     |                      | Premier     |
| Zsuzsa Holl         | Leading Lady         |             |
| Robert Lemaire      | Lamp                 |             |
| Andrew Sachs        | André / Politie Chef |             |
| Julien Schoenaerts  | Meneer Bonze         |             |
| Katja Studt         | Prinses Ailée        |             |
| Joris Van Ransbeeck | Versalus             |             |
| David Kiss Ferehl   |                      |             |

## Achtergrond
- Belgisch-Frans-Duits-Nederlands-Hongaarse coproductie (1994).
- Achttien jaar eerder ontstond het idee voor deze film, in 1984 begon Raoul Servais met de realisering.
- Opgenomen in vier talenversies: Frans, Duits, Engels en Nederlands.
- Het Nederlands Productiefonds heeft niet mee betaald aan Taxandria, de NOS en het CoBo-fonds wel.
- Gerealiseerd met de steun van de Vlaamse en Franse Gemeenschap
- De film ging in wereldpremière op het 21ste Filmfestival van Vlaanderen te Gent op 4 oktober 1994.

## Trivia
- De titel van de film is ontleend aan de indertijd gelijknamige Romeinse provincie, gelegen in de Antwerpse Kempen en bekend om de talrijke taxusbomen die er groeiden. De film speelt zich echter af op het einde van de 19de eeuw in een stad aan zee vol gebouwen in neoclassicistische stijl.
- Opgenomen met het Duitse Toccata-systeem. Simpel gezegd komt dit systeem erop neer dat de acteurs in een getekende wereld rondlopen.
- De live-opnamen vonden plaats in de Hongaarse studio Mafilm in Boedapest.
- Pas één week voor de première werd de film in de ontwikkelbaden gestoken, de première was dus tevens try-out.
- De film kreeg geen bioscooproulement in Nederland.

## Prijzen en nominaties
| Jaar | Festival                                        | Prijs                                                   | Categorie            | Ontvanger                              | Informatie |
| ---- | ----------------------------------------------- | ------------------------------------------------------- | -------------------- | -------------------------------------- | ---------- |
| 1996 | Brussels International Festival of Fantasy Film | Nominatie: Grand Prize of European Fantasy Film in Gold |                      | Raoul Servais                          |            |
| 1996 | Camerimage                                      | Nominatie: Golden Frog                                  | cinematografie       | Walther van den Ende, Gilberto Azevedo |            |
| 1996 | Fantafestival                                   | Best Film                                               |                      | Raoul Servais                          |            |
| 1996 | Fantasporto                                     | Nominatie: International Fantasy Film Award             | Best Film            | Raoul Servais                          |            |
| 1996 | Fantasporto                                     | Grand Prize of European Fantasy Film in Silver          |                      | Raoul Servais                          |            |
| 1996 | Fantasporto                                     | International Fantasy Film Award                        | Best Special Effects |                                        |            |
| 1996 | Fantasporto                                     | International Fantasy Film Special Jury Award           |                      | Raoul Servais                          |            |